# شبكة العلوم
شبكة العلوم (بالإنجليزية: Web of Science) (تعرف أيضاً بشبكة المعرفة) هي خدمة للمؤشرات العلمية القائمة على الاشتراكات في شبكة الإنترنت، كانت تدار سابقا من قبل تومسون رويترز. ويديرها حاليا Clarivate Analytics توفر خدمات شاملة في مجال البحث في الاقتباسات والاستشهادات. تتيح إمكانية الوصول إلى العديد من قواعد البيانات التي تشير إلى مصادر البحث عن الأبحاث المتخصصة، وهذا يتيح للمستخدمين البحث بعمق في حقول فرعية متخصصة في الأبحاث العلمية والأكاديمية.